# Milonga (miejsce)

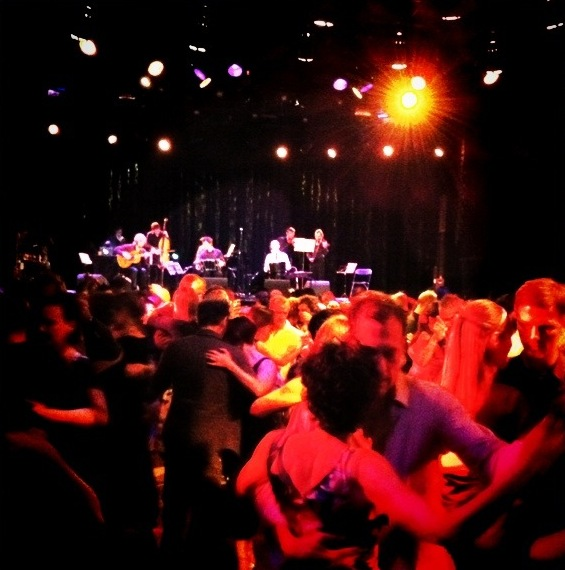
Milonga

Milonga – oznacza miejsce albo imprezę taneczną, na której tańczy się tango argentyńskie. 